# Henry Edward Colville

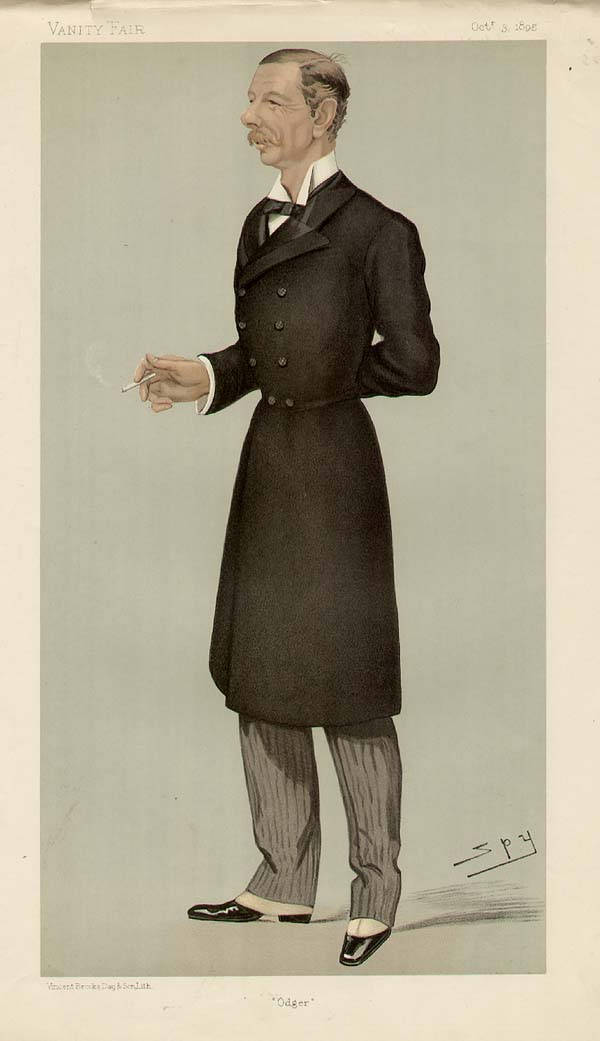
Leslie Ward: Odger, Karikatur von Henry Edward Colville in der Vanity Fair (1895)

Sir Henry Edward Colville KCMG (* 10. Juli 1852; † 25. November 1907) war ein britischer Offizier und Kolonialbeamter.

## Leben
Er entstammte der englischen Gentry und war der Sohn von Charles Robert Colville und Hon. Katherine Sarah Georgina Russell. Seine Mutter war eine Tochter der 22. Baroness de Clifford. Er besuchte das Eton College und trat 1870 als Offizier der Grenadier Guards in die British Army ein. 1880 wurde er Adjutant des Oberbefehlshabers der britischen Truppen in Südafrika, General Sir Leicester Smyth (1829–1891). Während des Mahdi-Aufstands diente er im Nachrichtendienst des Generalstabes und nahm er 1884 am Feldzug nach Sawakin und am anschließenden Nil-Feldzug teil und kämpfte in den Schlachten von El Teb, Tamanieh und Ginnis. Für seine Leistungen wurde er mehrfach mentioned in despatches, als Companion in den Order of the Bath aufgenommen sowie zum Colonel befördert.
Vom 4. November 1893 bis 10. Mai 1895 hatte er das Amt des britischen Beauftragten (Commissioner) für Uganda inne. Ab Dezember 1893 führte er den Feldzug gegen Kabalega, den König (Omukama) von Bunyoro an. Er griff mit 450 Soldaten aus dem Sudan, 20.000 Kämpfern aus Buganda und acht britischen Offizieren dessen Residenz, den Ort Mparo an. Angesichts dieser Übermacht setzte Kabalega den Ort in Brand und ging in der Folgezeit zur Guerillataktik über. Im August 1894 rief Colville Uganda zum britischen Schutzgebiet aus, woraufhin die Region schrittweise ins Britische Weltreich eingegliedert wurde. Für seine Verdienste wurde Colvile am 5. Juli 1895 von Königin Victoria als Knight Commander des Order of St Michael and St George in den persönlichen Adelsstand erhoben. Der Sultan von Sansibar verlieh ihm den Orden vom Glänzenden Stern. 1898 wurde er zum Major-General befördert.
Von 1899 bis 1900 nahm er am Zweiten Burenkrieg teil, kämpfte in den Schlachten von Modder River und Magersfontein und wurde erneut mentioned in despatches. Im Februar 1900 wurde er zum Befehlshaber der 9th Division ernannt und erhielt den temporären Rang eines Lieutenant-General. Nachdem im Mai 1900 ein Yeomanry-Bataillon unter seinem Kommando eingekesselt worden war und sich ergeben musste, wurde er von seinem Posten abberufen und kehrte nach England zurück. 1901 schied er aus dem Militärdienst aus. Er starb sechs Jahre später im Alter von 55 Jahren bei einem Verkehrsunfall.

## Ehen und Nachkommen
1878 heiratete er in erster Ehe Alice Rosa Daly († 1882), Enkelin des James Daly, 1. Baron Dunsandle and Clanconal, und des William à Court, 1. Baron Heytesbury. Die Ehe blieb kinderlos.
In zweiter Ehe heiratete er 1886 Zélie Isabelle Richaud de Préville († 1930). Mit ihr hatte er einen Sohn, Gilbert de Préville Colvile (1887–1966), der als Rancher in Kenia lebte und von 1943 bis 1955 mit Diana Caldwell (1913–1987), Witwe des Sir Henry Broughton, 11. Baronet, verheiratet war, die später Thomas Cholmondeley, 4. Baron Delamere, heiratete.

## Werke
- A ride in petticoats and slippers. An account of a journey through Morocco. Sampson Low, Marston, Searle & Rivington, London 1884.
- The accursed land, or, first steps on the water-way of Edom. Sampson Low, Marston, Searle & Rivington, London 1884.
- History of the Sudan campaign. HMSO, London 1889.
- The land of the Nile springs; being chiefly an account of how we fought Kabarega. Edward Arnold, London 1895.
- The nick of time. A musical romance in 3 acts. Lamley & Co, London, 1896.
- The work of the 9th Division in South Africa, 1900. Edward Arnold, London 1901.
- The ALLIES, ie England and Japan. Hutchinson & Co, London 1907.
- Henry Charles Shelley, Colvile’s Case. W Tarrant, London 1901.
- The scapegoat. Being a selection from a series of articles which have appeared in the review of the week on the case of Sir Henry Colvile. London 1901.